# O Saviñao
O Saviñao è un comune spagnolo di 5 010 abitanti situato nella comunità autonoma della Galizia.